# Archives littéraires autrichiennes
Les Archives littéraires de la Bibliothèque nationale autrichienne regroupent les archives de la littérature autrichienne du XXe siècle. C'est l'une des huit collections de la Bibliothèque nationale autrichienne, située dans le Michaelertrakt (de) à Vienne.

## Histoire
Les archives sont fondées en 1989 comme une collection spéciale de la Bibliothèque nationale autrichienne. Wendelin Schmidt-Dengler (de) est le premier directeur en 1996. Après sa mort en 2008, Bernhard Fetz (de) lui succède.

## Composition
Les archives recueillent les dons et legs des écrivains autrichiens du XXe siècle, notamment après 1945, les archives des maisons d'édition ainsi que des magazines littéraires et les met à disposition des chercheurs.
L'institution propose un portail informatique, des publications, des événements et des expositions. Elle est partenaire de KOOP-LITERA international (de).

## Auteurs
A–F
Günther Anders, Heimito von Doderer, Albert Drach, Gustav Ernst (de), Erich Fried, Egon Friedell,
G–H
Hermann Hakel (de), Peter Handke, Josef Haslinger (de), Friedrich Heer, Ödön von Horváth,
I–K
Lotte Ingrisch, Ernst Jandl, Walter Kappacher, Alfred Kolleritsch, Alfred Kubin,
L–Q
Friederike Mayröcker, Robert Menasse, Robert Michel (de), Andreas Okopenko (de), Heidi Pataki,
R–S
Christoph Ransmayr, Elisabeth Reichart, Gerhard Roth, Gerhard Rühm, Margit Schreiner (de), Manès Sperber, Hilde Spiel,
T–Z
Adrienne Thomas, Trude Waehner (de), Oswald Wiener, Dorothea Zeemann (de), Berta Zuckerkandl-Szeps.

## Archives des maisons d'édition
Les Archives littéraires possèdent les archives d'Edition neue texte, Literaturverlag Droschl (de), Milena Verlag (de) et Paul Zsolnay Verlag. Ils ont aussi les archives de la rédaction de Literatur und Kritik, de l'association Grazer Autorinnen Autorenversammlung, une partie des archives de l'Österreichischer Kunstsenat (de).